# Termička opekotina
Tremička opekotina je otvorenim plamen (vatra), parom, kontakt sa vrućim predmetima, ili vrelom tečnošću izazvana povreda. Među ovom vrstom opekotine npr. vrela tečnost  ima najveći udeo u strukturi svih termičkih opekotina kod dece i starijih osoba.
Terapija opekotine mora biti usmerena ka minimiziranju edema, očuvanju marginalno održivog tkiva, zaštiti mikrovaskulature, jačanju odbrane domaćina i brzompromovisanju zatvaranja rane. Krajnji ciljevi lečenja opekotina uključuju: preživljavanje pacijenta sa brzim zarastanjem rana, minimalnim ožiljcima i abnormalnom pigmentacijom, kao i ekonomičnost. Optimalan ishod je vraćanje, što je bliže moguće, zdravstvenom stanju i psihičkom blagostanja pre nastanka opekotine.

## Epidemiologija
Termička opekotina koja može biti lokalno ili sistemsko oštećenje kože i potkožnog tkiva u 85% slučajeva nastaje usled  kontakta sa plamenom, ključalom tečnošću ili sa vrelim predmetom.
Svake godine samo u Francuskoj ima više od 300.000 opekotina, koje su drugi uzrok smrti u Francuskoj. Među ovim opekotinam 3.000 su ozbiljne opekotine koje zahtevaju hospitalizaciju, a u 300 slučajeva završavaju smrtnim ishodom.
U Sjedinjenim Američkim Državama, preko dva miliona ljudi je svake godine zatražilo medicinsku pomoć zbog termičkih opekotina. Oko 1 od 30 tih žrtava (75.000) svake godine bude hospitalizovano zbog termičkih opekotina, a trećina tih pacijenata ostaje u bolnici duže od dva meseca. Oko 14.000 Amerikanaca umire svake godine od opekotina.

## Karakteristike promena
Teška termička povreda je jedna od najrazornijih fizičkih i psihičkih povreda koje čovek može da pretrpi. Najčešći mehanizmi opekotina su plamen ili užareni predmeti a gornji ekstremitet, glava i vrat su najčešće zahvaćeni delovi tela.
Promena god termičkih opekotina zavise od:
- Intenziteta zagrevanja tkiva; kod visokih temperatura (> +50 °C), kod niskih temperatura (> od -45 °C).
- Fizičkih karakteristika termičkih agenasa; čvrsti, tečni, gasoviti.
- Viskoziteta termičkog agensa
- Načina prenosa toplote; konvekcija, radijacija, isparavanje.
- Trajanja zagrevanja ill dužina izlaganja
- Karakteristika opečene kože i stanja njene zaštite; debeljina slojeva kože, odeće i obuće i sl.
- Doba dana i vremeske prilike (kao metorološka pojava) u momentu nastanka opekotine; sunce, sneg, kiša, vetar.

## Etiologija i karakteristike opekotina
Uzroci i osnovne karakteristike termičkih opekotina
| Uzroci                                                | Karakteristike | Slika |
| ----------------------------------------------------- | --- | ----- |
| Plamen                                                | - Površina zahvaćena plamenom je velika, uglavnom do dubine II stepena. - Kod ovih opekotina nije lako ukloniti ostatke izgorele odeće a tkanina koja ostaje u rani kasnije služi kao osnova za razvoj infekcije. - Plamen može uticati na oštećenje čula vida ali i gornjih disajnih puteva. |       |
| Tečnost                                               | - Površina zahvaćena vrelom tečnošću obično je manja, ali relativno duboka, uglavnom između II i III stepena. |       |
| Para                                                  | - Površina tela zahvaćena parom je najčešće velika, ali je opekotina relativno plitka. - Vrlo često praćena je opekotinama disajnih puteva i očiju. |       |
| Kontakt sa vrelim predmetima i viskoznim materijalima | - Ove opekotine nastaju kao rezultat kontakta sa kožom toplih predmeta (vruć čvrsti metal, tekući metal, kamen itd.). - Javljaju se u 10% svih opekotina. - Najčešće su male veličine, dubine do IV stepena. - U patogenezi ovih opetkotina je koagulacija proteina, ne samo kože nego i potpornog tkiva, vaskularna tromboza (koju prati ishemija), što dovodi do dubokenekroze tkiva. - Opekotine mogu nastati i u kontaktu sa pregrejanim mastima, uljima, viskoznim zapaljivim materijama (plastika, smole, katran ili asfalt). Ove opekotine su obično u obliku mrlja, male dubine (obično II-III stepena) na manjem prostoru (jer se ove materije zbog svog viskoziteta ne razlivaju po površini kože i ne apsorbuju kroz kožu), ali se čvrsto drže za spaljenu kožu i teže uklanjaju. |       |

## Patofiziologija
Opekotina je složena i dinamična povreda koju karakteriše centralna zona koagulacije, okružena stazom i omeđena područjem eritema.   

### Redosled promena

#### Zona koagulacije
- Zona koagulacije ili potpune kapilarne okluzije može napredovati tokom prvih 48 sati nakon povrede.

- Lokalna mikrocirkulacija je u najgorem stepenu ugroženosti 12-24 sata nakon opekotina.

- Opekotine su u dinamičkom stanju promene do 72 sata nakon povrede.[3]

- Brzo potom sledi ishemijska nekroza.

- Hematološke promene, uključujući mikrotrombi trombocita i hemokoncentraciju, javljaju se u postkapilarnim venulama.

#### Zona edema (otoka)
- Formiranje edema (otoka) je brzo u području povrede; faktori uključuju povećanu permeabilnost kapilara, smanjen onkotski pritisak plazme, povećan intersticijski onkotski pritisak, promene u usklađenosti intersticijalnog prostora i oštećenje limfe. (5) Edem je najizraženiji u direktno zahvaćenim opečenim tkivima, ali se takođe razvija u udaljenom, nepovređenom tkivu, uključujući mišiće, creva i pluća.

- Promene se dešavaju i  udaljenoj mikrovaskulaturi uključujući agregaciju crvenih krvnih zrnaca, adheziju belih krvnih zrnaca na zidove vena i tromboembolije trombocita.[3]

#### Zona hiperemije
- Inflamatorni medijatori se razrađuju lokalno delimično iz aktiviranih trombocita, makrofaga i leukocita, doprinose lokalnoj i sistemskoj hiperpermeabilnosti mikrocirkulacije i histološki se javljaju kao praznine u venularnom i kapilarnom endotelu.[3] Ovaj progresivni proces može dramatično produžiti štetu tokom prvih dana nakon povrede.[3]

### Uzroci oštećenja tkiva
Tekuće oštećenje tkiva usled termičke povrede je posledica više faktora, uključujući:
- neuspeh okolnog tkiva da snabdeva granične ćelije kiseonikom i hranljivim materijama neophodnim za održavanje održivosti,[3]

- kapilarna ili mikrovaskularna okluzija kod dubljih opekotina što dovodi do smanjene perfuzije opečenog tkiva i

- destrukcije limfnih kanala što dovodi do poremećene apsorpcije.

Smetnja cirkulacije ispod povrede dovodi do isušivanja rane, jer se tečnost ne može snabdevati preko tromboziranih ili začepljenih kapilara. Lokalni agensi i zavoji mogu smanjiti, ali ne mogu sprečiti, isušivanje opekotine i neumoljivo napredovanje promene u dublje slojeve.     
Promenjena permeabilnost nije uzrokovana samo toplotnom povredom. Oksidanti i drugi medijatori (prostaglandini, kinini i histamin) takođe doprinose vaskularnoj permeabilnosti. Neutrofili su glavni izvor oksidanata i povreda u mehanizmu ishemije-reperfuzije.   

### Infekcija
Infekcija ostaje vodeći ukupni uzrok smrti od opekotina. Osetljivost na infekciju je u velikoj meri povećana usled:
- gubitka integumentarne barijere za bakterijsku invaziju,
- stvaranja idealnog supstrata prisutnog u opeklinskoj rani,
- kompromitovane ili opstruisane mikrovaskulature koja sprečava humoralne i odbrambene ćelijske elemente da stignu do povređenog tkiva.

Pored toga, imunski sistem je ozbiljno pogođen, što pokazuje smanjene nivoe imunoglobulina i ozbiljne poremećaje funkcije polimorfonuklearnih leukocita (PMNL), uključujući smanjenje hemotakse, fagocitoze i smanjenu sposobnost ubijanja bakterija, što dovodi do povećanog morbiditeta i mortaliteta. Pacijenti sa specifičnim polimorfizmima faktora tumorske nekroze i gena za prepoznavanje bakterija imaju veću incidencu sepse nego što bi sama povreda od opekotina mogla predvideti.

### Zarastanje opekotine
Regeneracija opečenog tkiva se ne može dogoditi dok se ne postigne ravnoteža; stoga je zarastanje značajno narušeno. Produženje procesa zarastanja može dovesti do prekomernog stvaranja ožiljaka. Hipertrofični ožiljci se vide u samo 4% slučajeva za koje je potrebno 10 dana da zarastu, ali u do 40% slučajeva za zarastanje je potrebno duže od 21 dana.

### Stepen ozbiljnosti opekotine
Prema rastućem stepenu ozbiljnosti i dubini opečene površine  postoje tri (ili ponekad četiri) stepena opekotina, 
| Zona             | Karakteristike |
| ---------------- | --- |
| Zona koagulacije | Područje koje je pretrpelo najveća oštećenja od izvora toplote. Proteini postaju denaturisani, a smrt ćelija je neizbežna zbog uništavanja krvnih sudova, što dovodi do ishemije u tom području. Povrede na ovom području su nepovratne (koagulativna nekroza i gangrena. |
| Zona stagniranja | Oružuje područje koagulacije, gde se tkivo potencijalno može spasiti. Ovo je glavna oblast fokusa pri lečenju opekotina. |
| Zona hiperemije  | Područje koje okružuje zonu zastoja. Perfuzija je adekvatna zbog proširenih krvnih sudova, a eritem se javlja zbog povećane vaskularne propustljivosti. |

## Terapija
Prvi korak je da se odmah zaustavi proces sagorevanja uklanjanjem zapaljenih i vućih predmeta koji su u kontaktu sa kožom. Male oblasit opekotina mogu se ohladiti tečnostima kao što su voda iz slavine ili fiziološkog rastvora. Ako pacijent ima veće opekotine, treba biti oprezan sa velikim hlađenjem jer to može dovesti do hipotermije. 
Sledi procena i stabilizacija disajnih puteva, disanja i cirkulacije pacijenta sa opekotinama. Prema ATLS smernicama trebalo bi to da bude glavni korak u lečenju bilo kog pacijenta sa opekotinama, jer se oni pre svega smatraju pacijentima sa traumom.  
Potom sledi odgovarajuća pomoćna nega koja uključuje reanimaciju kristaloidima, krvnim proizvodima i eventualno endotrahealnom intubacijom. 
Indikacije za transport opečenog u centar za opekotine
Nakon početne stabilizacije, mora se razmotriti odgovarajuća procena za transfer u akreditovani centar za opekotine. Indikacije za transfer uključuju:
- ukupnu površinu tela, delimičnu debljinu ili dublje opekotine od 10% ili više,
- opekotine lica, šaka/stopala, genitalija/perineuma ili velikih zglobova,
- električne opekotine,
- velike opekotine sa pratećom traumom,
- povrede od udisanja,
- velike opekotine kod pacijenata sa posebnim socijalnim ili rehabilitacionim potrebama ili značajnim zdravstvenim problemima koji utiču na smrtnost.[6][7][8]

Reanimacija
Reanimacija kod opekotina može biti najvažniji, a takođe i jedan je od najkontroverznijih elemenata nege opekotina, sa mnogo različitih mišljenja među stručnjacima. Konsenzus američkog udruženja za opekotine iz 2012. priznaje 20% ukupnu površinu tela kao kriterijume za zahtevanje formalne reanimacije, ali takođe priznaje da su za pedijatrijske opekotine možda potrebni različiti kriterijumi, a mnoge institucije imaju individualizovane smernice za ovu populaciju pacijenata. Oni takođe priznaju da nema dovoljno dokaza da je skuplja koloidna reanimacija korisna od kristaloidne reanimacije. Najpopularnije formule za reanimaciju opekotina su: 
- Parklandova formula - 4 puta % ukupne površine tela i težina/kg) i novija modifikovana
- Brukova formula (novija modifikovana formula) - 2 puta % ukupne površine tela i težina/kg).

U obema formulama izračunava se broj sa jedinicama u mililitrima. Prva polovina ove izračunate zapremine je podeljena ravnomerno na prvih 8 sati, a druga polovina je ravnomerno podeljena na drugih 16 sati. Obe originalne formule zagovarale su upotrebu koloida, ali se od nedavno predlažu laktirani ringeri kao tečnost za reanimaciju. Nakon što se izračunaju početne stope oživljavanja, obe formule takođe zagovaraju titraciju stopa na markere fiziološkog odgovora, kao što je izlučivanje mokraće od 0,5-1cc/kg/h, pri ćemu treba biti svestan da prekomerna reanimacija može biti jednako štetna kao i nedovoljno reanimacija.
Nega opekotinske rane
Postoje značajne varijacije u režimima nege opekotina, ali svi prate nekoliko osnovnih principa adekvatna nega rane:  
- sprečava nfekciju,
- omogućava sporo mehaničko uklanjanje devitalizovanog tkiva,
- pomaže u sprečavanju gubitka tečnosti,
- isplativa je.

Uobičajeni klasični lokalni antibakterijski režimi od najmanje do najveće penetracije tkiva uključuju srebrni nitrat, srebro sulfadiazin i mafenid acetat. 
Najčešće se koristi srebro sulfadiazin jer ima dobru penetraciju, dobar spektar antibiotskog dejstva protiv gram pozitivnih i gram negativnih bakterija, i manje je bolan od mafenid acetata. Srebrni nitrat, sa aktivnošću protiv stafilokoka i pseudomonasa, se generalno koristi za površinske opekotine kod pacijenata sa alergijama na ove preparate. Mafenid acetat, koji je veoma efikasan protiv gram negativnih bakterija ima duboku penetraciju u tkivo.
Hirurški debridman opekotinske rane
Za duboke delimične ili pune opekotine indikovana je hirurška ekscizija oštećenog tkiva i presađivanje kože podeljenom na debljinu radi zatvaranja rane. Iako je moguće da duboka delimična ili puna opekotina zaceli bez operacije, zarastanje ovih rana obično traje 3 nedelje ili duže. Ovaj produženi proces zarastanja rana predisponira pacijenta na infekciju rane, hipertrofične ožiljke i stvaranje ožiljnih kontraktura. Ekscizijom i kalemljenjem deset dana nakon opekotine, pacijent može zaceliti ranu u roku od 7 do 10 dana postoperativno i značajno smanjiti rizik od infekcije ili ožiljka. Za veći procenat TBSA opekotina, rano uklanjanje opekotine i zatvaranje rana kožnim transplantatom ili kožnom zamenom omogućava značajno smanjenje sistemske upale i pomaže u regulaciji temperature i kontroli tečnosti.

## Spoljašnje veze
|  | Molimo Vas, obratite pažnju na važno upozorenje u vezi sa temama iz oblasti medicine (zdravlja). |